# 蒂茨帕茨
蒂茨帕茨（德語：Tützpatz）是德国梅克伦堡-前波美拉尼亚州的市镇，隶属于梅克伦堡湖区县。总面积为21.66平方千米，截至2023年12月31日总人口为578人。